# 赤壁 (科罗拉多州)
赤壁（英語：Red Cliff），是美国科罗拉多州伊格尔县下属的一座城市。建市于1880年12月18日，面积大约为0.235平方英里（0.608平方公里）。根据2010年美国人口普查，该市有人口267人。2011年估计该市有人口266人，相比2010年人口增长率为-0.37%。同时，论人口该市是科罗拉多州第223大城市。